# Хомутовка
Хомутовка (на руски: Хомутовка) е селище от градски тип в западната европейска част на Русия, административен център на Хомутовски район в Курска област. Населението му е около 3500 души (2018).
Разположено е на 196 метра надморска височина на Средноруското възвишение, на 15 километра североизточно от границата с Украйна и на 75 километра югозападно от Железногорск. Селището се споменава за пръв път през 1686 година като новооснована слобода.

## Известни личности
Починали в Хомутовка
- Алексей Льовшин (1798 – 1879), политик